# Arqueoceratop
L'arqueoceratop (Archaeoceratops, "cara banyuda primitiva") és un gènere de dinosaure ceratop basal que va viure al Cretaci inferior (Aptià). Les seves restes fòssils s'han trobat a la Xina. Sembla que era bípede i d'una longitud aproximada d'un metre. A diferència de ceratopsians més tardans, no presentava banyes i només tenia un petit collar ossi projectant-se cap endarrere del seu cap.